# آدیغی‌ها
آدیغی‌ها (آدیغی: Адыгэ) مردمی چرکس‌تبار بومی قفقاز شمالی هستند که به زبان آدیغی سخن می‌گویند. چرکس‌ها به دوازده طایفه تقسیم می‌شوند که ده تا از آن‌ها از مردم آدیغی هستند،  که از این میان، چهار گروه از آن‌ها به نام‌های آبزاخ، بژدوگ، تمیرگوی و شپسوگ به زبان آدیغی سخن می‌گویند.